# Bányai Viktória
Bányai Viktória (születési neve: Pusztai Viktória) (Budapest, 1971. július 1. –) magyar történész.

## Életpályája
1989–1994 között az Eötvös Loránd Tudományegyetem Bölcsészettudományi Kar történelem szakán tanult. 1990–1995 között az Eötvös Loránd Tudományegyetem Bölcsészettudományi Kar hebraisztika szakát is elvégezte. 1991–1992 között Ulpan-ban nyári tanfolyamon vett részt, valamint a One Year Programme-on belül Jeruzsálemben volt a Héber Egyetemen. 1995–1998 között a Magyar Tudományos Akadémia fiatal kutatói ösztöndíjasa volt, 1998-tól tudományos munkatársa. 1995–2001 között az Eötvös Loránd Tudományegyetem Bölcsészettudományi Kar Történelem doktori iskola Művelődéstörténeti programjában tanult. 1995 óta az Eötvös Loránd Tudományegyetem Bölcsészettudományi Kar Hebraisztika szak keretében oktat. 1995–2001 között a Magyar Tudományos Akadémia Judaisztikai Kutatócsoport tagja volt. 1997-ben részt vett a budapesti Közép-európai Egyetem "Out of the Ghetto" című modern zsidó történeti nyári egyetemi kurzusán. 2001–2005 között a Magyar Tudományos Akadémia Etnikai-nemzeti Kisebbségkutató Intézet Judaisztikai Kutatócsoportjának tudományos munkatársa volt, 2005-től tudományos főmunkatársa. 2002-ben PhD fokozatot szerzett. 2007–2011 között a Magyar Tudományos Akadémia Kisebbségkutató Intézet Judaisztikai Kutatócsoport vezetője volt.
Kutatási terület a XVIII.-XIX. századi magyarországi zsidó történelem és művelődéstörténet, zsidó oktatásügy és a zsidó felvilágosodás.

## Művei
- Zsidó oktatásügy Magyarországon, 1780-1850 (2005)
- Ezekiel Landau prágai rabbi (1713-1793) döntvényeiből (2008)
- Magyarországi zsidó vallási szervezetek, intézmények emlékezetpolitikája (társszerző, 2016)
- Children’s Institutions and Education, 1945–1956 (2018)
- Liliom és Dávid-csillag: a zsidó cserkészet kezdetei Magyarországon, 1913-1924 (2019)
- Gyermeksorsok a Vészkorszak alatt és után (Frojimovics Kingával és Gombocz Eszterrel, 2020)
- Synagogue Objects Related to Charity on Shabbat (társszerző, 2020)

## Díjai, ösztöndíjai
- Bécs kutatási ösztöndíja (1997)
- Soros-ösztöndíj (1998)
- Akadémiai Ifjúsági Díj (2002)[5]
- OTKA Posztdoktori kutatási ösztöndíj (2003-2006)
- Rothchild Foundation Europe (London) kutatási támogatása (2007-2009, 2012-2013)
- Bolyai János Kutatási Ösztöndíj (2014-2016)